# Endre Székely
Pour les articles homonymes, voir Székely.
Endre Székely (Budapest, 6 avril 1912 - Budapest, 14 avril 1989) est un compositeur et pédagogue hongrois.

## Biographie
Székely a étudié à l'Université de musique Franz-Liszt de Budapest avec Albert Siklós. Il devient directeur des chorales ouvrières, poste qu'il conserve jusqu'en 1945. Après la guerre, Székely occupe des postes à responsabilité dans la vie musicale de sa ville. En 1948, il est chef d'orchestre au Théâtre de la Ville, puis secrétaire général de l'Union des musiciens hongrois, directeur de la Chorale de la Radio hongroise, administrateur de l'Ensemble de musique de chambre de Budapest. En 1960, il est professeur de musique au collège de formation des enseignants de Budapest.

## Récompenses et distinctions
- Prix Erkel en 1954 et 1974

## Œuvres
Székely est notamment l'auteur de plusieurs sonates pour piano, un Capriccio pour flûte et piano, un Duo pour flûte et cymbalum, un Trio pour piano, violoncelle et percussion, plusieurs quatuors à cordes, 3 Quintettes à vent, deux symphonies, une Partita pour cordes, un concerto pour piano, percussion et cordes, un concerto pour trompette, un opéra.